# 밀나시프란
밀나시프란(Milnacipran, 상품명으로 '익셀(부광약품)' 등이 사용된다)은 세로토닌 노르에페네프린 재흡수 억제제(이하 SNRI) 계열에 속하는 항우울제이다.

## 작용 기전
밀나시프란(Milnacipran)은 프랑스 굴지의 전문 의약품 메이커인 Pierre Fabre Medicament에서 개발한 최신의 항우울제로서 우울증의 원인이 되는 신경전달물질인 세로토닌과 노르아드레날린의 재흡수를 동시에 억제하기 때문에 다양한 종류의 각종 우울 증상에 우수한 효과를 발휘할 뿐만 아니라, 섬유근육통 환자에서 저하되어 있는 이들 신경전달물질의 농도를 정상화시킴으로써 통증감소 효과도 나타내는 건 물론, 약물 상호 작용의 위험성이 현저히 낮고 간손상 환자 및 노인 환자에게 사용이 가능한 항우울제이다.

## 적응증
- 우울증
- 섬유 근육통의 치료